# 厄瓜多尔工人党

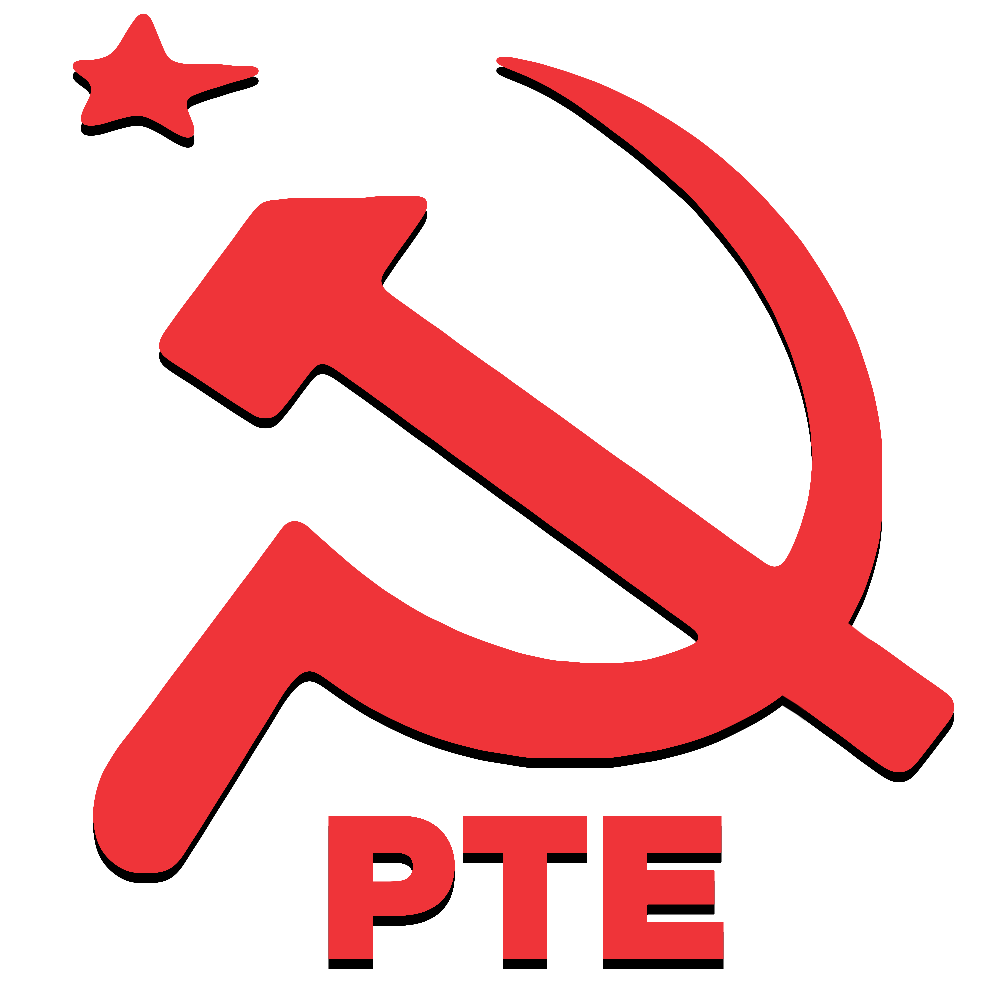
厄瓜多尔工人党标志

厄瓜多尔工人党（西班牙語：Partido de los Trabajadores del Ecuador，缩写为PTE）是厄瓜多尔的一个共产主义政党。该党成立于1996年，分裂自厄瓜多尔马列主义共产党。该党出版刊物《起义黎明》。